# Leptospermum sphaerocarpum
Leptospermum sphaerocarpum là một loài thực vật có hoa trong Họ Đào kim nương. Loài này được Cheel mô tả khoa học đầu tiên năm 1931.